# طريقة جوتمان-بيكيت

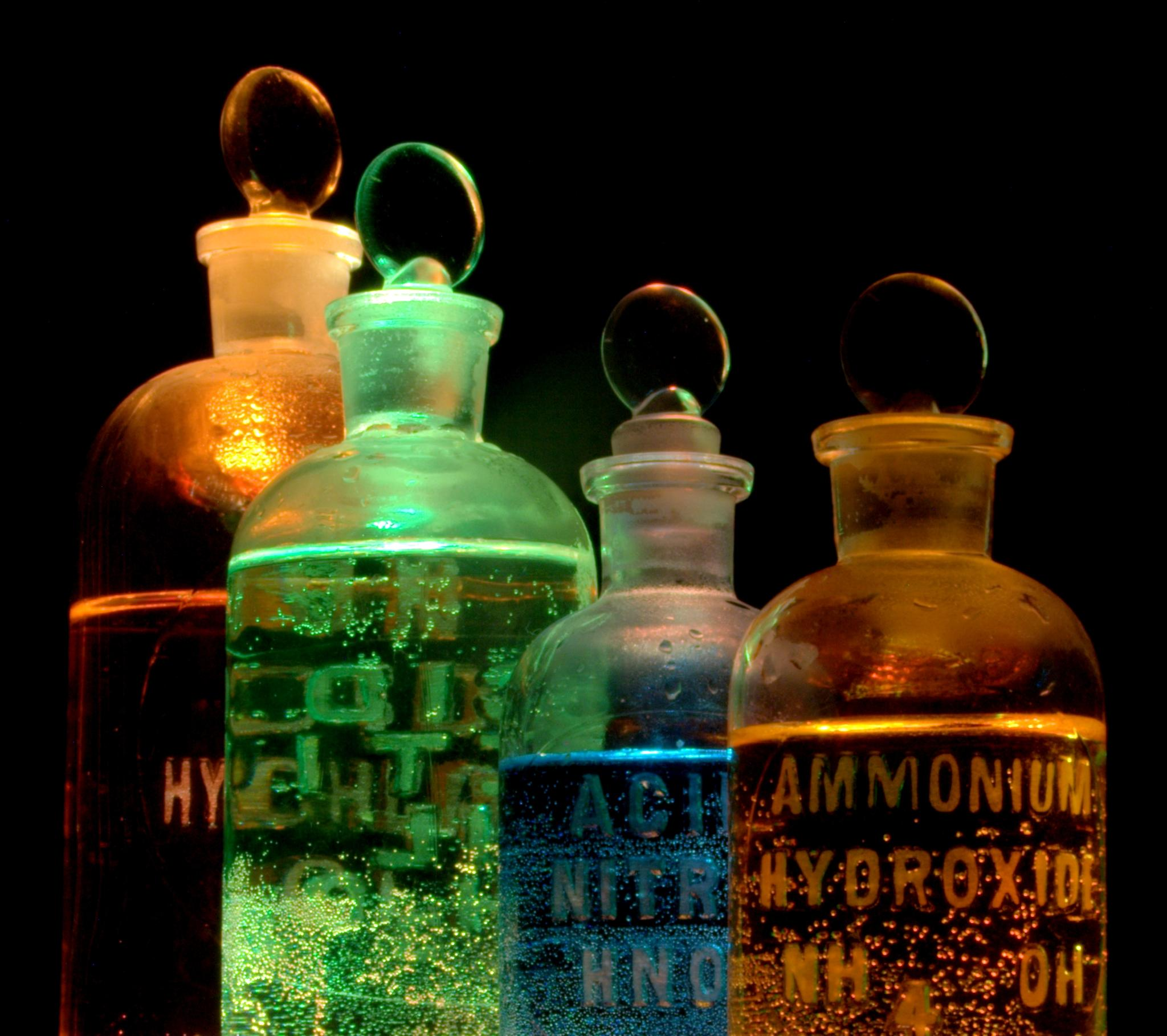

طريقة جوتمان-بيكيت هي إجراء تجريبي يستخدمه الكيميائيون لتقييم حمضية لويس لأنواع الجزيئات.  ويُستخدم أكسيد ثلاثي إيثيل الفوسفين (Et3PO, TEPO) كجزيء مسبار ويتم تقييم الأنظمة بواسطة 31P مطيافية الرنين المغناطيسي النووي.
لقد استخدم جوتمان (1975) 31P مطيافية الرنين المغناطيسي النووي لتحديد معلمات حمضية لويس الخاصة بالمذيبات بواسطة الأرقام المتقبلة.  وأدرك بيكيت (1996) فائدتها بصورة أعم وقام بتكييف الإجراء بحيث يسهل تطبيقه على أنواع الجزيئات المذابة في المذيبات ضعيفة حمضية لويس.  لقد كان أول استخدام للمصطلح «طريقة جوتمان-بيكيت» في المؤلفات الكيميائية في عام 2007.
وكان الأستاذ الجامعي الدكتور فيكتور جوتمان (1921-1998) كيميائيًا نمساويًا بارزًا (انظر :دي:فيكتور جوتمان) المشهور بعمله عن المذيبات غير المائية. والدكتور مايكل إيه بيكيت هو رئيس كلية الكيمياء في جامعة بانجور، بالمملكة المتحدة.

## التطبيق على مركبات البوران
التحول الكيميائي 31P (δ) لأكسيد ثلاثي إيثيل الفوسفين (Et3PO) حساس للبيئة الكيميائية لكن يمكن أن يُوجد عادة بين +40 و+100 جزء في المليون. وذرة الأكسجين في المركب Et3PO هي قاعدة لويس، وتفاعلها مع أماكن حمض لويس يسبب تعرية ذرة الفوسفور القريبة.  لقد وصف جوتمان مقياسًا للأرقام المتقبلة (AN) لحمضية لويس للمذيبات   بنقطتين مرجعيتين مرتبطتين بالتحول الكيميائي للرنين المغناطيسي النووي 31P لأكسيد ثلاثي إيثيل الفوسفين (Et3PO) في هكسان مذيب ذي حمض لويس ضعيف (AN = 0, δ = 41.0 جزء في المليون) والتحول الكيميائي للرنين المغناطيسي النووي 31P لأكسيد ثلاثي إيثيل الفوسفين (Et3PO) في المذيب ذي حمض لويس القوي SbCl5 (AN = 100, δ = 86.1). ويمكن حساب الأرقام المتقبلة من AN = 2.21 x (δsample - 41.0) وقيم الأرقام المتقبلة الأعلى تشير إلى حمضية لويس أعلى.  وقيم الأرقام المتقبلة لبعض المذيبات البيانية هي: ثنائي إيثيل الإيثر (4)، والبنزين (8)، والأسيتون (13)، وثنائي ميثيل فورماميد "DMF" (16)، وثنائي كلورو الميثان (20)، والكلوروفورم (23)، والإيثانول (37)، والميثانول (41)، والماء (55)، وحمض ثلاثي فلورو أسيتيك (105)، وحمض ميثيل سلفونيك (126).
هاليدات البورون الثلاثية هي أحماض  لويس أساسية ولها قيم الأرقام المتقبلة التالية:  BF3 (89) < BCl3 (106) < BBr3 (109) < BI3 (115).  ويمكن الحصول على حمضية لويس للجزيئات الأخرى في المذيبات ذات حمضية لويس الضعيفة بواسطة قياسات الرنين المغناطيسي النووي 31P للمعقدات الإضافية لمركب Et3PO الخاص بها. لقد تم تطبيق طريقة جوتمان-بيكيت على أحماض لويس المشتقة من فلورو أريل مركبات البوران مثل tBu2P(C6F4)B(C6F5)2 (AN 72),  B(C6F5)3 (AN 82), tris(perfluorobiphenyl)borane (AN 88), B(C6F5)(C6Cl5)2 (AN 72),  tris[3,5-bis(trifluoromethyl)phenyl]borane (AN 84), (S)-4-(pentafluorophenyl)-4,5-dihydro-3H-dinaphtho[2,1-c:1',2'-e]borepine (AN 70),